# Joaquim Vital
Compléments
Fondateur des Éditions de la Différence
Joaquim Vital, né en octobre 1948 à Lisbonne et mort le 7 mai 2010 à Lisbonne, est un éditeur et poète portugais qui a notamment traduit des ouvrages de la littérature lusophone en français. Il est notamment connu pour avoir fondé les Éditions de la Différence aux côtés de Marcel Paquet et Patrick Waldberg. Jeune portugais engagé politiquement, hostile au régime de Salazar, il est emprisonné à 16 ans, part pour la Belgique à 18 ans, et s'installe à Paris en 1973.
Sous son impulsion, les Éditions de la Différence publient des nombreux auteurs portugais, notamment Fernao Mendes Pinto, Eça de Queiroz, Fernando Pessoa, Maria Judite de Carvalho, des écrivains français : Michel Houellebecq, Claude Michel Cluny, des écrivains de langue anglaise : Henry James, Malcolm Lowry, des italiens : Enzo Siciliano, Anna Luisa Pignatelli, ainsi que, dans la collection "Minos" dirigée par Colette Lambrichs, les œuvres complètes d'auteurs classiques: Dante, Homère, Virgile, Pindaro entre autres. 